# Psoun Allenův

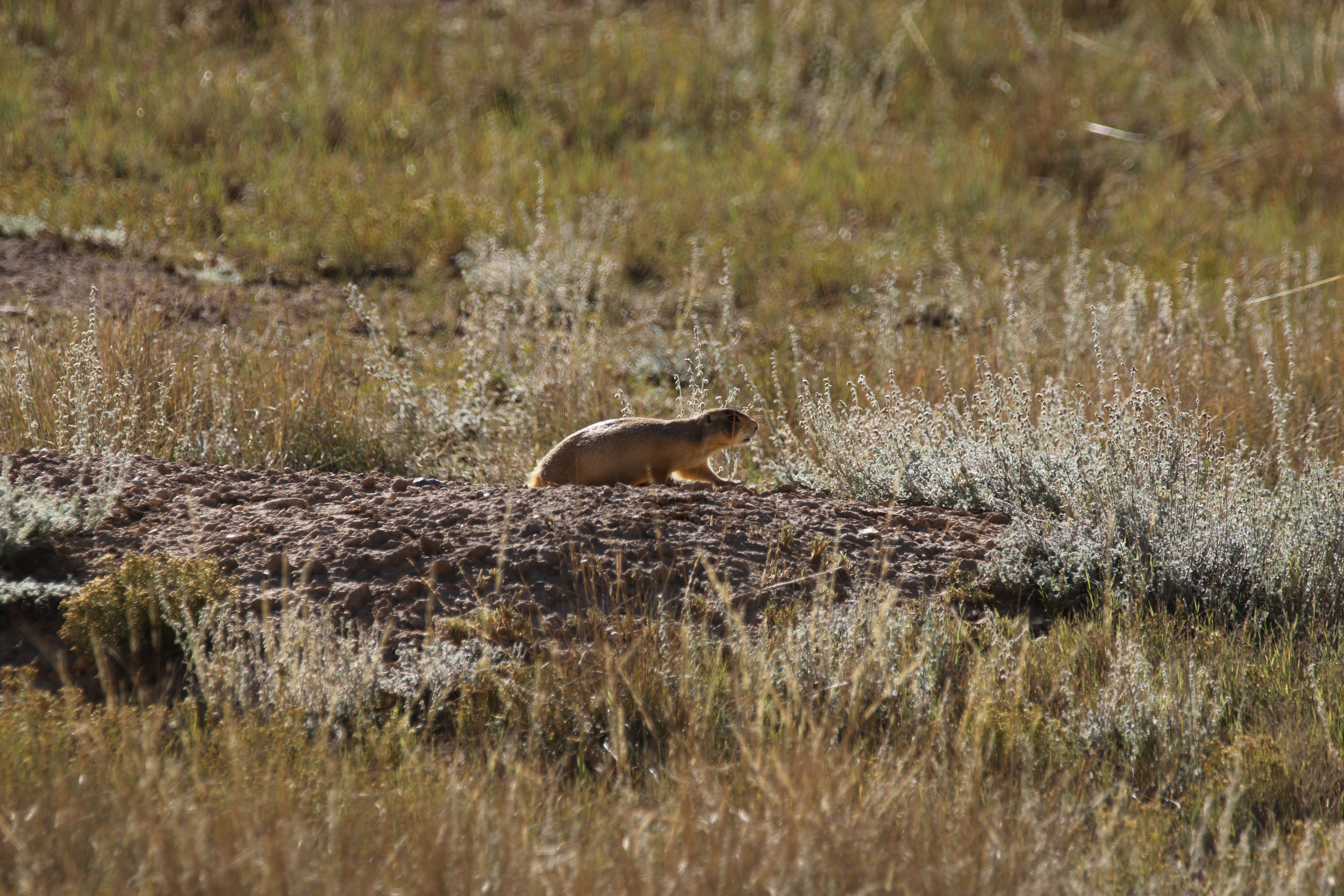
Psoun Allenův mimo noru

Psoun Allenův (Cynomys parvidens) je denní, společenský hlodavec, vytvářející hrabáním rozsáhle podzemní kolonie. Přes zimní období, od listopadu do počátku dubna, hibernuje se svými druhy v podzemních norách. Je nejzápadněji žijícím druhem rodu psoun.

## Rozšíření
Žije výhradně ve Spojených státech amerických, ve třech nevelkých oblastech na jihu a jihozápadě státu Utah. Tyto kolonie, jejichž celková plocha se odhaduje na pouhých 28 km², se nacházejí v oblastech Awapa Plateau, East Fork a Iron County. Počátkem 20. století se vyskytoval na mnohem rozlehlejším území, během necelých sta let však jeho počty klesly o 87 %. Jako příčina je uváděn příliv nových osadníků, kteří chovem dobytka a koní zapříčinili nadměrné spásání travin a tím napomohli invazi keřů na chabě zatravněné pozemky.

## Ekologie
Obývá otevřenou travnatou step s vegetaci nižší, než jsou zvířata. Půda proto musí být pro rostliny výživově chudá, aby porost zůstal nízký a vztyčení psouni mohla přes něj pozorovat okolí a chránit se tak před pozemními dravci. Psoun Allenův se může usadit a založit kolonii jen v místě splňující určité podmínky. Mezi ně například patří dostatečně hluboká a propustná půda dovolující budování nor až do hloubky jednoho metru, aby poskytly dostatečnou ochranu při silných zimních mrazech a nebyly zaplavované při letních lijácích. Žije v oblasti poměrně suché, která však s nástupem jara a počátkem léta musí mít dostatek vláhy pro růst bylin. Vyskytuje se obvykle v nadmořské výšce 1500 až 2700 m n. m.
Na pastvinách v rovinatých horských údolích si kolonie vyhrabe rozlehlé podzemní město tvořené mnoha tunely a komorami. Úkryt si každoročně zvelebují a rozšiřují, takže může mít až pětadvacet východů; před zimním spánkem si nory vystlávají suchou trávou. Každé město obývá příbuzná populace zvaná klan, která se skládá z dominantního samce, několika samic a mladých samců do dvou let věku. Psoun Allenův tráví přibližně 60 % svého denního času krmením, 25 % ostražitým pozorováním okolí (sledováním predátorů a vetřelců), 2 % času věnuje sociální interakci mezi členy společenství a zbytek různými aktivitami, jako je např. péče o potomstvo, hloubení a údržba nor i prostou nečinností.
Samci a starší, toho roku nekojící samice, se ukládají k zimnímu spánku v srpnu či počátkem září. Kojící samice uléhají až o několik týdnů později, aby si delší pastvou nahradily větší výdej energie. Toho roční adolescenti pokračují v povrchové aktivitě, ve vykrmování, ještě asi o měsíc déle, než zazimují. Kolonie v nízké nadmořské výšce se obecně probouzí o dva týdny dříve než kolonie ve vyšších polohách. Společenství má vypracovaný systém hlídkování před dravci, což jsou hlavně kojot prérijní, jezevec americký, liška obecná, lasice dlouhoocasá a před dravými ptáky orel skalní, jestřáb lesní a raroh prériový. Pozorovatel při jejich spatření ostatní upozorňuje hlasitými zvuky, nejčastěji hlídkují samice s potomky, po této výstraze se všechna zvířata běží ukrýt do podzemí.

## Stravování
Je býložravec konzumující přednostně mladé rostliny, z kterých také čerpá vodu, kterou jinak nevyhledává. Strava se skládá z různých druhů travin, bylin (nejraději má vojtěšku) i některých kořínků. Upřednostňuje květy a semena, z listů má nejraději ty nejčerstvější, spořádá i výkaly pasoucího se skotu. Sežere příležitostně i drobné živočichy, brouky nebo cikády, pokud na ně narazí. Vhodná bylinná strava poskytuje dostatečné množství energii potřebné k vytvoření tukové zásoby nutné k zimnímu spánku a u samic i k následné brzké laktaci. Dostatek a pestrost rostlinných druhů koreluje s vyšším poměrem narozených mláďat k počtu dospělců.

## Popis
Psoun Allenův je nejmenší ze všech pěti druhů rodu, tělo mívá dlouhé 30 až 36 cm a ocas 3 až 6 cm, samec bývá o poznání větší a těžší. Váha kolísá v závislosti na ročním období, u samce se pohybuje od 255 do 1635 g, u samice mezi 327 až 1123 g. Srst je na zádech i břiše zbarvena pískově či skořicově, okolí tlamy a tváře jsou téměř bílé, nad očima, na tvářích a zádech má tmavě hnědé skvrny, ocas je téměř celý bílý. Na hlavě má bradu a horní ret bílý, nad a pod očima jsou tmavé skvrny. Uši jsou dlouhé 12 až 16 mm. První horní premolár má více vyvinutý než ostatní druhy. Samice má pět párů mléčných žláz.

## Reprodukce
K páření dochází v březnu či dubnu, brzy po probuzení z hibernace, mláďata se rodí po měsíční březosti. Potomci vylézají z odchovné nory na povrch ve věku pěti až šesti týdnů a od mléka bývají odstavení o týden později. V porovnání s jinými hlodavci se množí pomalu, samice mívá pouze jeden vrh ročně, kdy může mít dvě až deset mláďat. Průměrný počet ale bývá pouze tři až pět, množství odvisí od hmotnosti samice, a tudíž od dostupnosti kvalitní potravy. Samice má ovulaci pouze několik hodin v průběhu období rozmnožování. Všechny samice se na jaře páří, ale jen dvě třetiny z nich rodí mladé. U těžkých dospělých samců je větší pravděpodobnost, že zplodí více potomků než mladší a lehčí.
Mláďata dorostou do průměrné velikosti dospělců prvním rokem v říjnu. Pohlavní dospělosti dosahují samice v jednom a samci většinou až ve dvou rocích. Mladí samci odcházejí z rodného klanu koncem prvého léta, rozptýlí se na průměrnou vzdálenost 0,6 až 1,2 km. Následkem silné predace ze strany dravců se pouze 50 % mláďat dočká prvého roku a 30 % přežije druhý rok, šťastný jedinec se může dožít až osmi let.

## Ohrožení
Kromě výše uvedených dravců jsou pro psouny Allenovy další velkou hrozbou farmáři a rančeři, kteří se obávají zemědělských škod, a proto psouny bez rozdílů střílejí nebo tráví. Občas mezi zvířaty propuká i mor, který také bývá příčinou silného úbytku populace. Zvyšováním počtů pasoucích se domácích zvířat a prodlužováním období sucha se v prérijích snižuje množství vhodných bylin, které jsou nahrazované samovolně se šířícími keři, například pelyňkem. Zvyšující se počty stanovišť s převahou keřů způsobuje nedostatek vhodných travin a zužující se sortiment rostlin způsobuje průběžný pokles populace.
V roce 1920 byl odhadován počet dospělých jedinců ve výši asi 85 000, kteří se vyskytovali na rozloze asi 1800 km². V roce 2004 byl odhadován počet dospělců jen na 8000 zvířat, které žily na ploše pouhých 28 km². Proto byl Psoun Allenův Mezinárodním svazem ochrany přírody (IUCN) zařazen mezi ohrožené taxony (EN).
V roce 1991 byl přijat záchranný program pro psouny Allenovy, jenž spočívá v jejich přesídlování ze soukromých polností na státní půdu. V roce 2010 však stále ještě žilo téměř 70 % jedinců na soukromých pozemcích. Jsou v praxi uskutečňována i další ochranná opatření, jako je zlepšení habitatu existujících kolonií, spočívající hlavně odstranění keřů a vytvoření vhodných travnatých ploch.